# Baume des Pierres
La baume des Pierres est une cavité naturelle située dans la commune de Quinson, dans les basses gorges du Verdon, département des Alpes-de-Haute-Provence.

## Toponymie
La première mention de la grotte est due à Paul de Peyerimhoff qui énumère les noms de « baume des Pierres de Malassauque », « grotte de Malassauque » ou encore aven dit « Baume des Pierres ».

## Spéléométrie
La dénivellation de la baume des Pierres est de 22 m pour un développement de 117 m.

## Histoire
L'entomologiste Paul-Marie de Peyerimhoff de Fontenelle visite la grotte dans le but d'y capturer des insectes cavernicoles. Dans ses comptes rendus (1909-1910), il rapporte une histoire de la grotte : « Un jour, le propriétaire s’aperçut que son champ s’effondrait en un point. Ayant dégagé l’ouverture, il pénétra dans une grotte de dimensions médiocres, encombrée de blocs détachés du plafond et assez humide pour présenter, presque en tout temps, une cuvette d’eau potable et fraîche, particularité précieuse dans une localité aussi sèche et aussi éloignée de toute source. »
Cependant, la présence de tessons de poterie et d'un sentier (marches) menant dans la salle inférieure plaide pour une histoire plus ancienne. Le sentier empierré conduit à un bassin naturel (gour) rempli d'eau dont les abords très noirs (suie et charbons) attestent d'une longue utilisation.

## Contextes géographique et géologique
La cavité s’ouvre sur les plateaux dits du Bas-Verdon qui correspondent à une ancienne surface débarrassée des conglomérats de Valensole qui la recouvrait. La présence d’un aven est incongrue sur un plateau où les phénomènes karstiques sont rares. La cavité s’ouvre au sud du chevauchement de Gréoux dans les calcaires jurassiques.

## Spéléogenèse
Il s’agit d’une succession de salles inclinées suivant le pendage. Certaines dalles du plafond, d’une épaisseur d’environ 1 à 2 m semblent avoir été prédécoupées verticalement par des circulations établies dans les joints de strates. La présence de chenaux en voûte dans le pendage, développés sur les axes de fracturation, suggère un flux venant du fond de la grotte. La grotte ne contient pas de remplissages hormis ceux constitués d'une terre rouge manifestement issue de la surface (salle Rouge). La morphologie de la baume des Pierres évoque celles de Gréoux-les-Bains (grottes de Saint-Sébastien) dont le creusement karstique atypique est dit hypogène.

Vues de la baume des Pierres
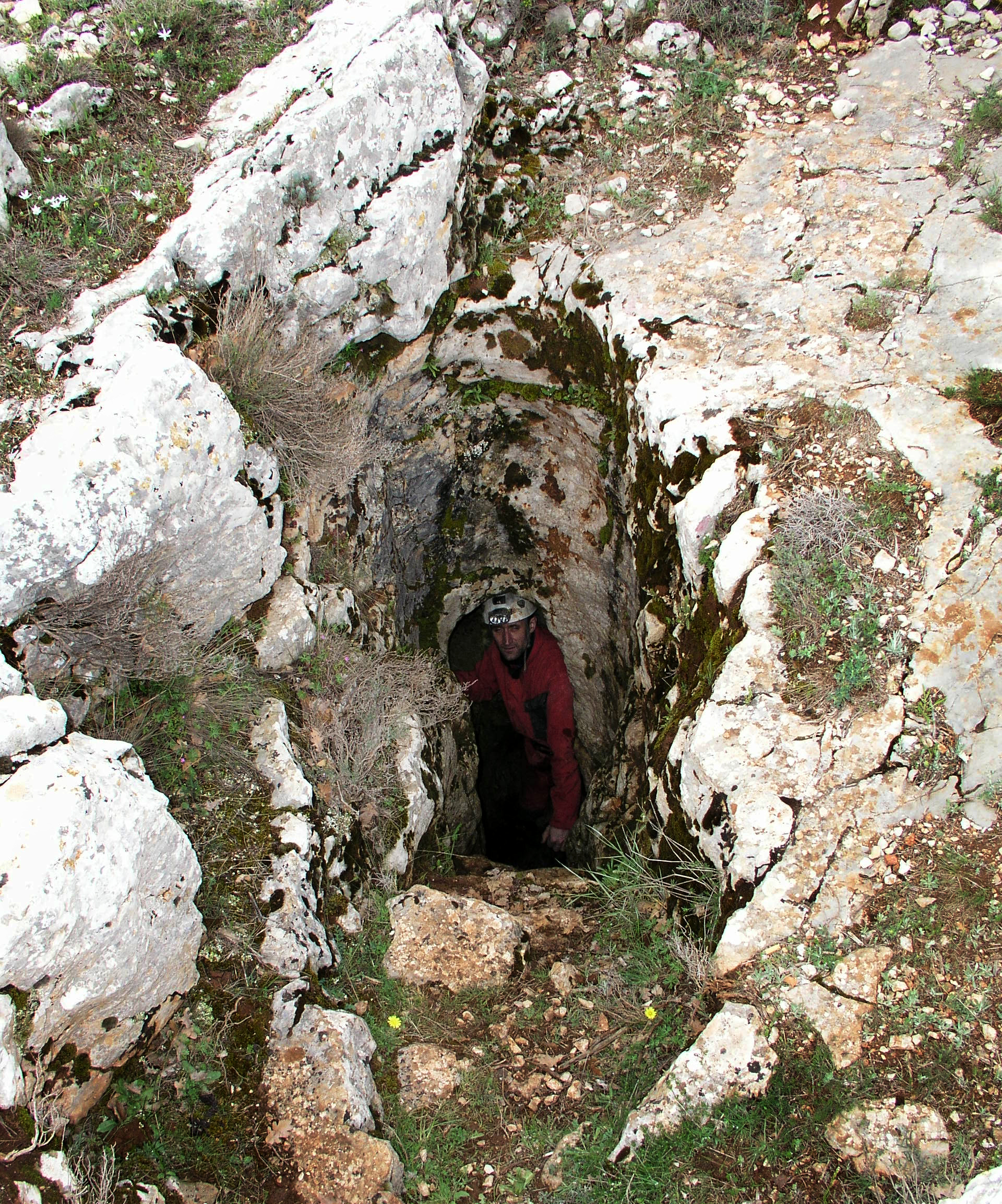
Entrée de la grotte.
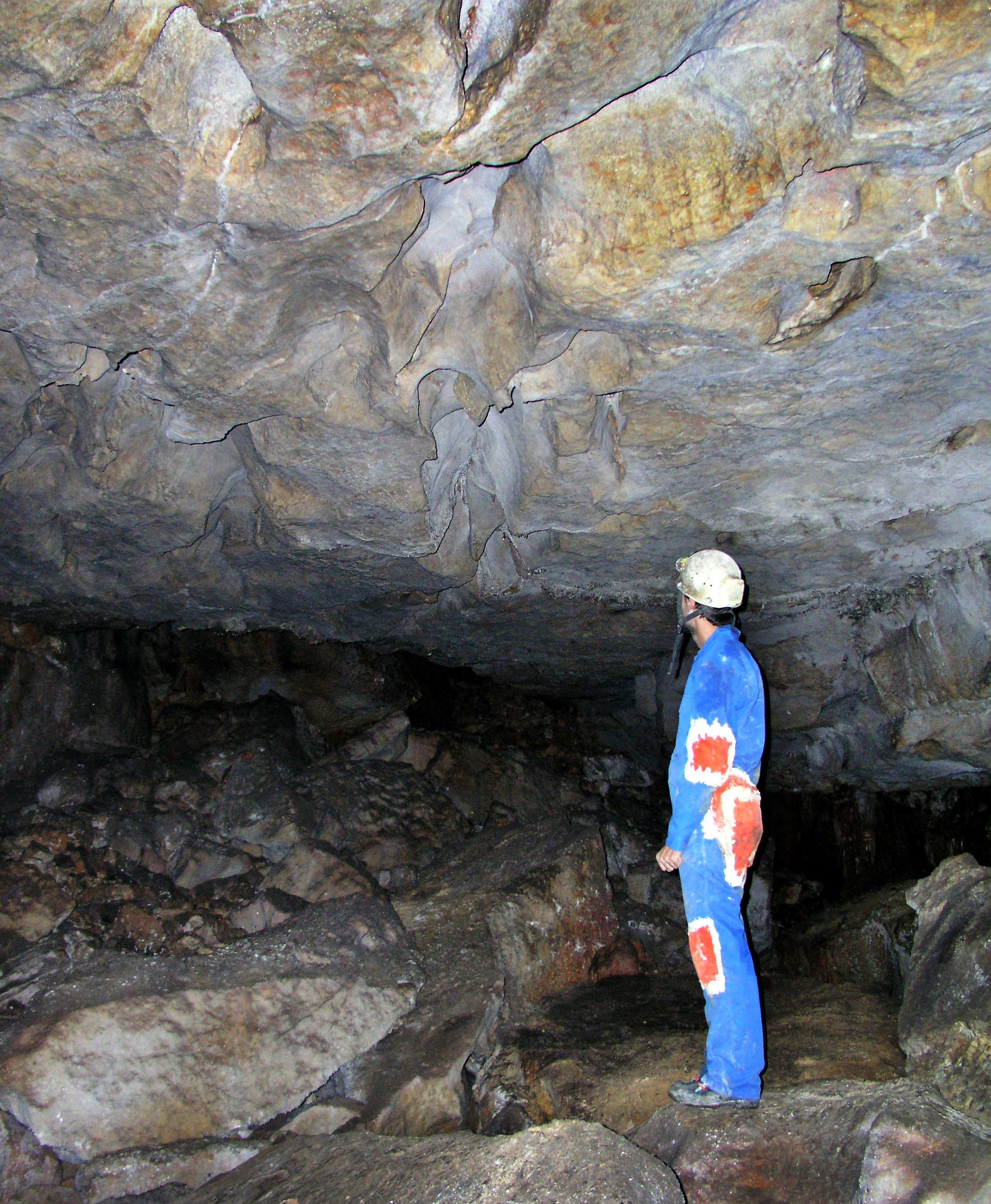
Plafond dans la salle de l'Eau.
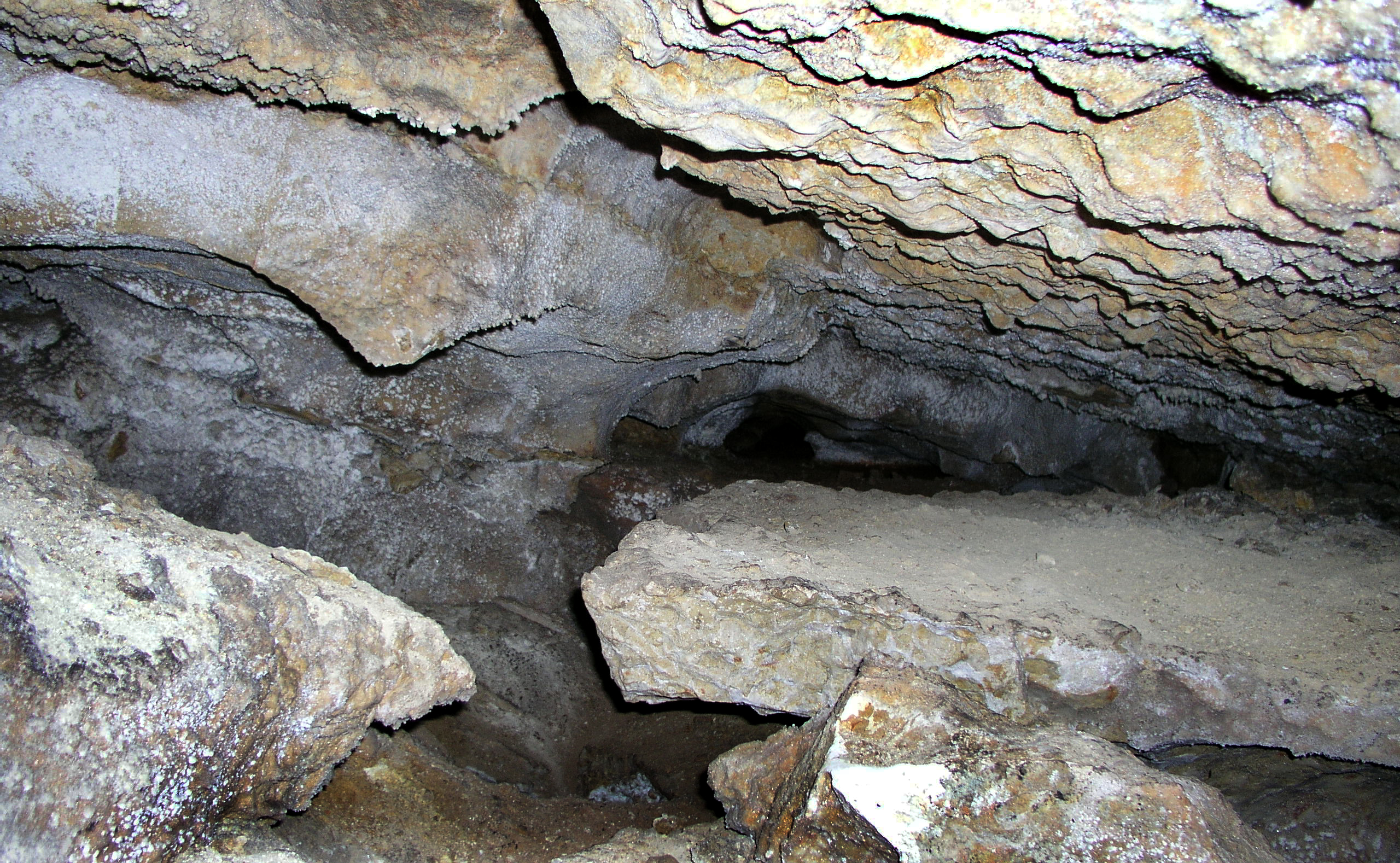
Conduit dans le pendage.
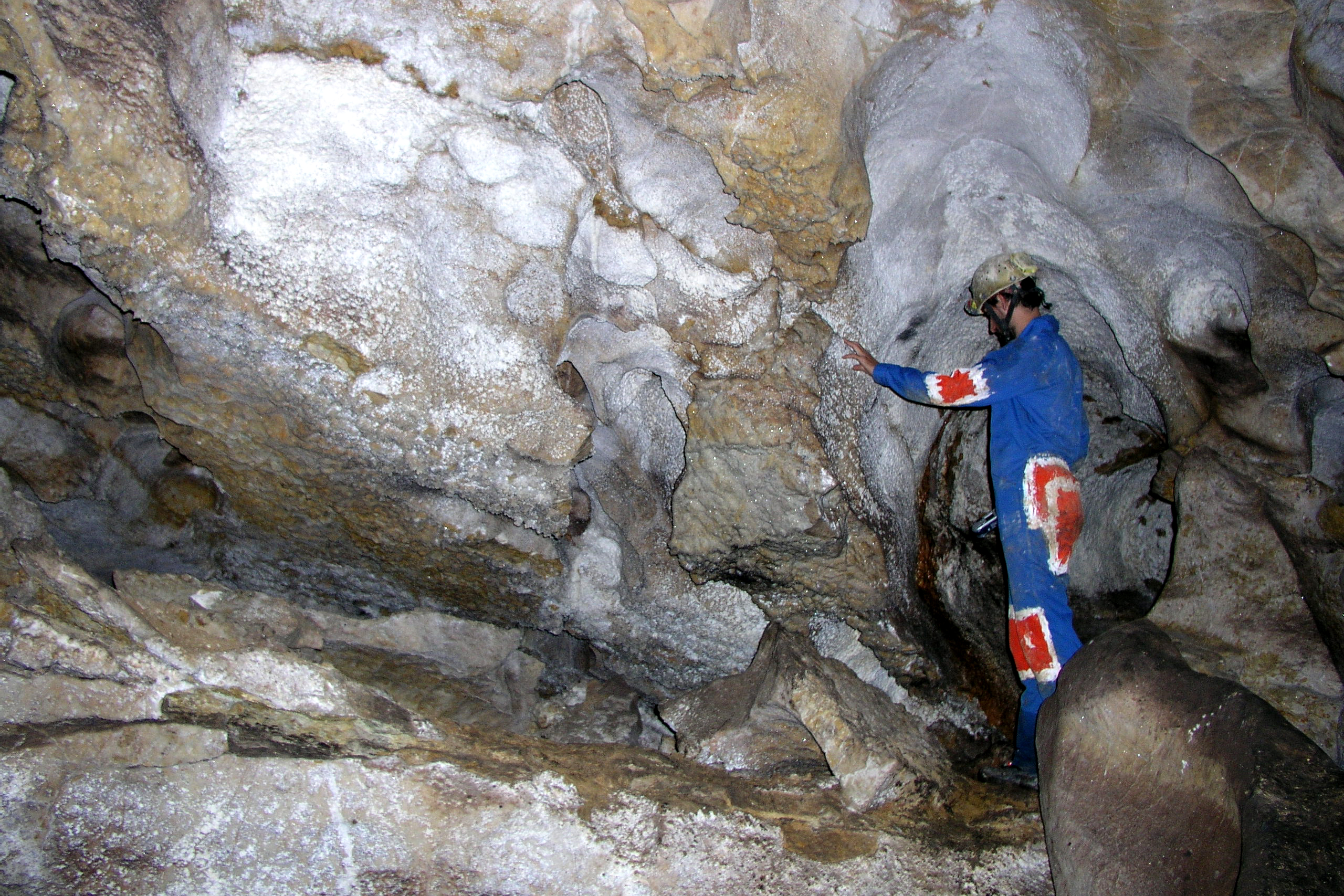
Chenaux de voûte.
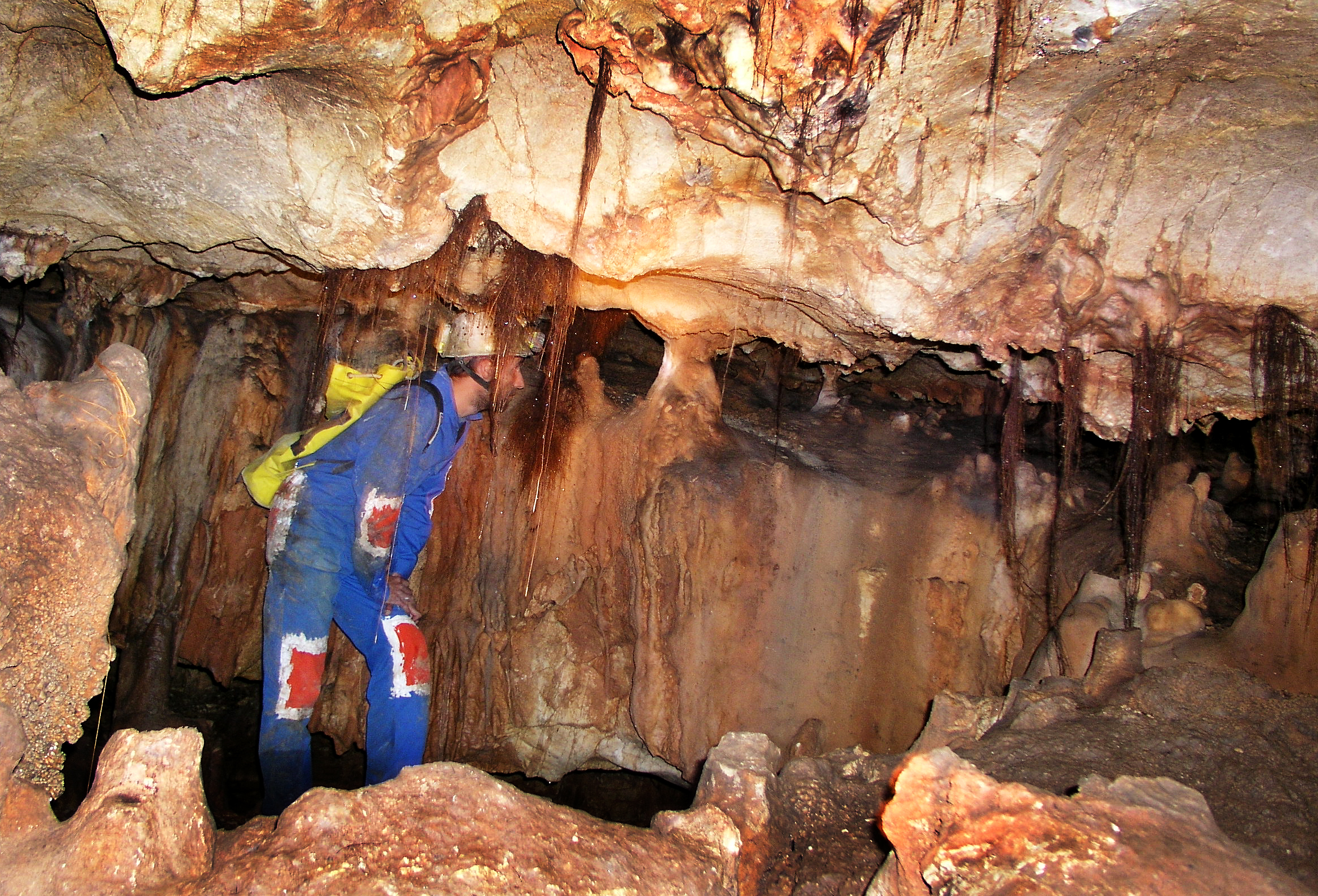
Racines dans la salle d'entrée.

Topographie de la baume des Pierres
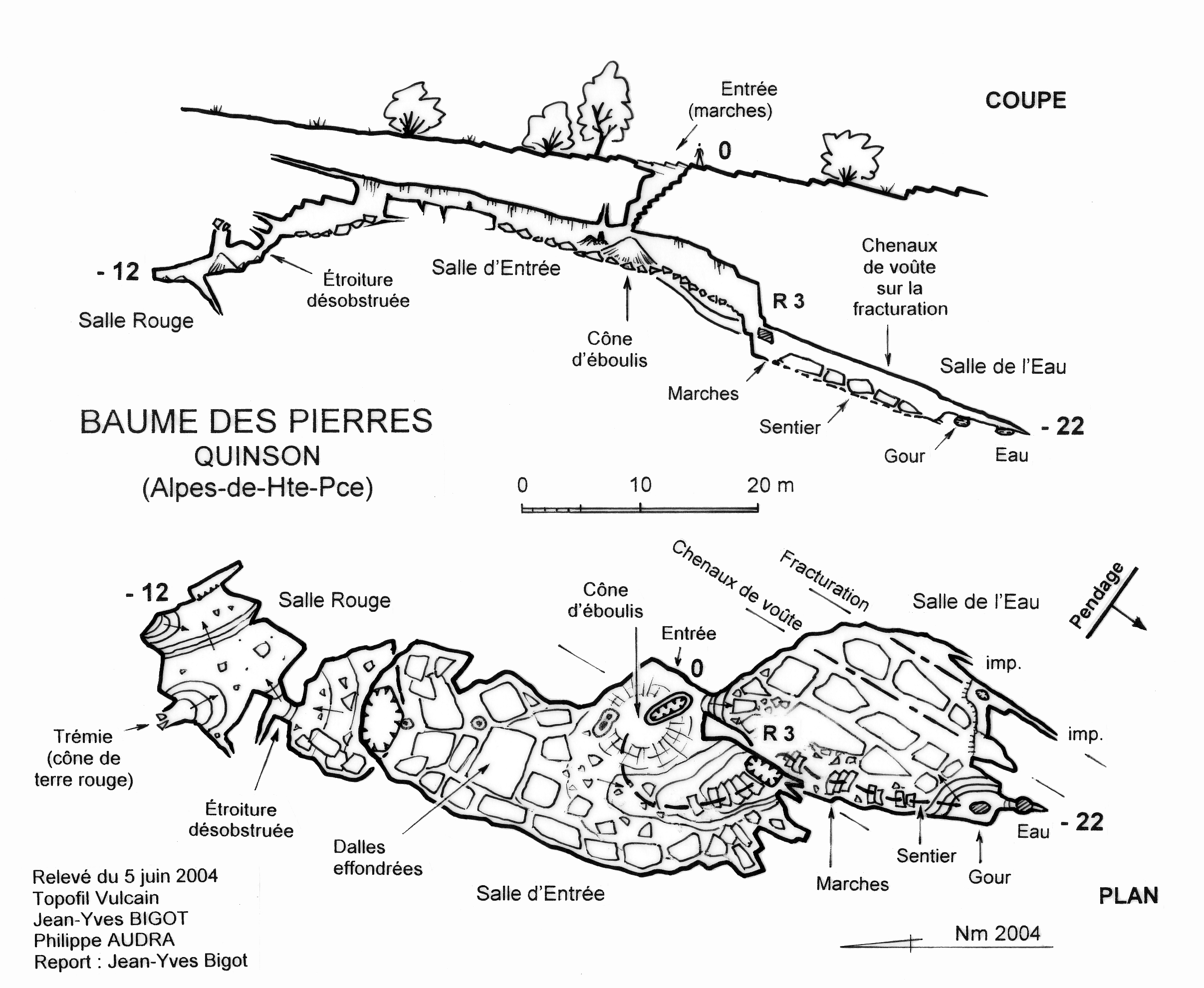